# Dario Livraghi
Dario Livraghi (Lodi, 1860 – ...) è stato un carabiniere italiano.
Tenente dei carabinieri a Massaua come comandante della polizia indigena, legherà il suo nome al famoso scandalo Livraghi del 1891 che, avviato dalla scoperta di numerose torture, violenze e fucilazioni senza processo eseguite dagli italiani e dagli ascari al servizio dell'Italia, sempre sotto la guida di ufficiali italiani, portò anche ad una commissione d'inchiesta, risoltasi però con un'assoluzione generale nonostante l'evidenza dei fatti in parte ammessi dagli stessi imputati. Lo scandalo vedeva coinvolti, oltre a al Livraghi, Eteocle Cagnassi nonché i generali Antonio Baldissera e Baldassarre Orero, oltre ad altri personaggi minori.
Lo scandalo comunque, nonostante tutti gli sforzi per soffocarlo, entrerà nella storia, tanto da portare alla nascita di termini come livragazione che, nella vicina Svizzera, dove Livraghi si era rifugiato per un certo periodo, sono stati usati anche in un messaggio ufficiale del 21 gennaio 2003 su una modifica di legge.